# Pahoroides courti
Pahoroides courti är en spindelart som beskrevs av Forster 1990. Pahoroides courti ingår i släktet Pahoroides och familjen Synotaxidae. Inga underarter finns listade i Catalogue of Life.